# Plexicushion
Plexicushion é uma superfície de quadra de tênis baseada em acrílico e uma dos tipos de superfície usados pela Association of Tennis Professionals e Women's Tennis Association. É manufaturada e vendida pela Plexipave, uma companhia baseada em Massachusetts, Estados Unidos.

## Descrição
Há quatro tipos diferentes de Plexicushion. Eles são Prestige, Competition, Tournament e 2000.
O sistema Plexicushion consiste de um substrato Plexicushion (o qual é uma combinação de látex, borracha e partículas plásticas) e a Superfície 100% acrílica Plexipave.

## Australian Open

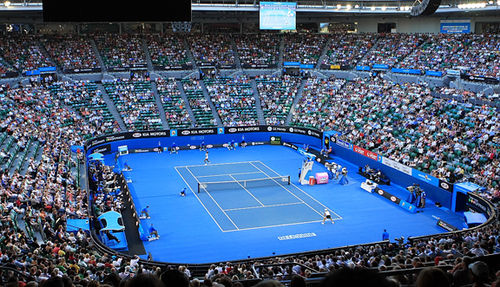
Rod Laver Arena, Australian Open em Plexicushion.

Em 30 de maio de 2007 o Australian Open e Tennis Australia anunciaram Plexicushion Prestige como a nova superfície do Australian Open. O piso foi instalado a tempo do Australian Open de 2008, e foi acompanhado por uma mudança nos pisos dos torneios de acesso ao Australian Open.
Entre homens, Novak Djokovic é o mais bem sucedido jogador no Plexicushion, com todos os seus cinco títulos do Aberto da Austrália (2008, 2011, 2012, 2013 e 2015) ocorrendo em Plexicushion. Serena Williams (2009, 2010 e 2015) e Victoria Azarenka (2012 e 2013) são as mais bem sucedidas mulheres, vencendo três e dois títulos do Abertos da Austrália neste piso, respectivamente.

## Efeito de uma partida de tênis
Plexicushion pula mais baixo e mais previsível do que pisos de quadras duras previamente usadas pelo Australian Open antes de 2008, Rebound Ace. Por isso, Plexicushion cria jogos mais seguros com menos variáveis do que Rebound Ace.

## Indian Wells
Uma superfície similar (do mesmo sistema), chamada "Plexipave", é usada no torneio BNP Paribas Open, mais especificamente, a variante "Plexi I.W.", a mais "lenta" de todas.